# Sieverne, Bilohirsk
Sieverne (în ucraineană Сєверне) este un sat în comuna Vasîlivka din raionul Bilohirsk, Republica Autonomă Crimeea, Ucraina.

## Demografie
Componența lingvistică a localității Sieverne
     Rusă (47,59%)
     Tătară crimeeană (46,39%)
     Ucraineană (3,01%)
     Alte limbi (0,6%)
Conform recensământului din 2001, nu exista o limbă vorbită de majoritatea populației, aceasta fiind compusă din vorbitori de rusă (47,59%), tătară crimeeană (46,39%) și ucraineană (3,01%).